# Добрива
Добрива — органічні й неорганічні речовини, які застосовують для поліпшення умов живлення культурних рослин з метою підвищення врожаю й поліпшення його якості.

## Класифікація добрив

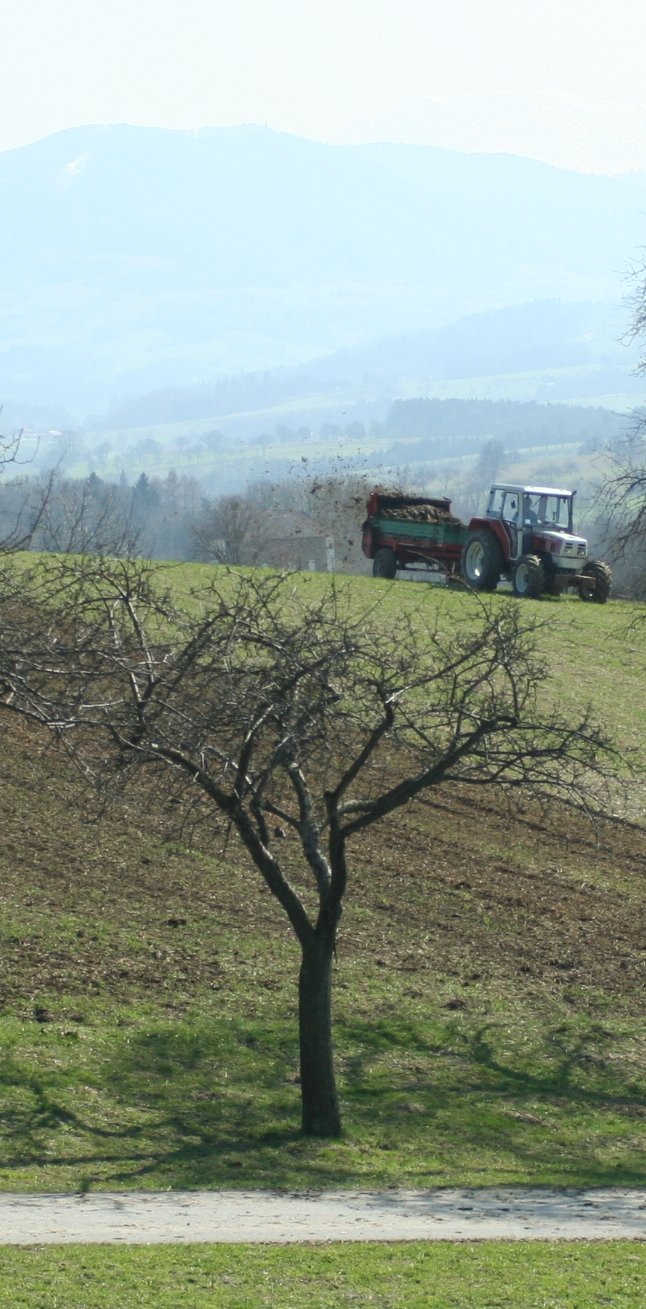
Внесення органічних добрив

Добрива поділяють на прямі (такі, що містять безпосередньо елементи живлення рослин) та непрямі (покращують властивості ґрунтів, наприклад, гіпс, вапно).
За складом розрізняють:
- мінеральні добрива,
- органічні добрива,
- органо-мінеральні добрива:
  - природні — сапропель,
  - штучні — торфоаміачні, торфомінеральноаміачні та ін.,
- бактеріальні добрива,
- зелені добрива (свіжа зелена маса переважно бобових рослин, запахувана в ґрунт для збагачення його органічними речовинами та азотом).

Добрива, що отримують безпосередньо в господарствах, називаються місцевими (гній, торф, компост, болотяний мул та ін.), на спеціальних заводах — промисловими або хімічними (азотні добрива, фосфоритне борошно та ін.); до останніх належать також промислові відходи різних виробництв, наприклад шлаки (мартенівський фосфат шлак, томасшлак).
Залежно від кількості елементів живлення, добрива поділяють на:
- односторонні (містять один який-небудь основний елемент, наприклад калійні добрива), та
- багатосторонні або комплексні.

Добрива, до складу яких входять макроелементи (N, P, K, Ca, Mg, S), називаються макродобривами, наприклад фосфорні добрива, азотно-фосфорні добрива), мікроелементи (B, Fe, Mn, Cu, Mo, Zn), — мікродобривами (марганцеві добрива, бормагнієве добриво і т.і.). Добрива також можуть складатися одночасно з макро- та мікроелементів (наприклад суміш Mo-солі з фосфорно-калійним добривом). За агрегатним станом розрізняють добрива тверді (кристалічні, гранульовані, порошки), рідкі та газоподібні (безводний NH3).

## Причини ефективності та необхідність добрив
Оптимальний ріст рослин залежить від кліматичних факторів (світловий, тепловий, водний, атмосферний режими), забезпеченості поживними речовинами, а також від структури та кислотності ґрунтів, вмісту в них гумусу та інших властивостей. Всі ґрунти мають запас поживних речовин, але більша їх частина міститься в малодоступній формі. Тому для оптимізації живлення рослин до ґрунту вносять добрива.
В складі рослин знайдено більш ніж 70 хімічних елементів. Для нормального росту рослин необхідні лише 15: C, O, H, N, P, K, Ca, Mg, S, B, Fe, Mn, Cu, Mo, Zn. Кожний з цих елементів виконує в рослинах свою специфічну роль і не може бути замінений. Ряд дослідників вважає Si необхідним елементом (наприклад для рису). Для окремих культур встановлена корисність Na, Co і Cl. Вода, що є джерелом H і O, зазвичай в наявності в достатніх кількостях. Вуглець та кисень поглинаються рослинами з атмосфери у вигляді CO2; додаткове забезпечення ним потрібне лише в теплицях.
Добрива — основа підвищення кількості та якості сільськогосподарської продукції. Їх доцільне використання покращує родючість ґрунтів, підтримує позитивний баланс біогенних елементів та гумусу. Близько 50 % загального врожаю одержують за рахунок добрив. Правильне застосування їх дає змогу активно втручатися у кругообіг речовин на Землі, створювати, зокрема, позитивний баланс поживних речовин у землеробстві.
Правильне застосування добрив досягається лише за успішного проведення інших сільськогосподарських робіт. Будучи важливим, але не єдиним фактором підвищення врожаю, добрива є складовим елементом всієї системи агрохімічних заходів (зниження кислотності ґрунту, боротьба з бур'янами, хворобами та шкідниками рослин, вибір найвдаліших сортів, дотримання оптимальних строків посіву, норм висіву та посадки та ін.).

## Залежність ефективності від ґрунтів
Встановлено, що добрива підвищують врожай всюди. Наприклад, на ґрунтах дерново-підзолистого типу, сірих лісових та вилужених чорноземах добре діють три основних елементи живлення,- N, P, K. При цьому роль фосфору - у збільшенні вмісту рухомих фосфатів в цих ґрунтах. Вплив калію стійкий та високий, але виявляється значно менше, ніж N та P. На вказаних ґрунтах виявлена висока ефективність вапнування, а на легких ґрунтах, — також ефективність внесення Mg та позитивна дія S. Взагалі такі ґрунти характеризуються інтенсивним застосуванням органічних та мінеральних добрив.
В Сибіру, наприклад, порівнюючи з вищевказаними типами ґрунтів, добрива менш ефективні і норми їх внесення повинні бути набагато меншими. На звичайних та південних сіроземах особливо сильно впливає на врожай внесення фосфатів. Дія азоту за відсутності зрошення суттєво слабша, але в роки, багаті на опади, та в умовах зрошення значення азоту росте. Роль К, як правило, незначна і обмежується посівами цукрового буряку.
В зоні сіроземних ґрунтів при зрошуванні на бавовні найсильніша дія N; вплив P на старопахотних ґрунтах зменшується внаслідок його накопичення у великих кількостях. Через підвищений винос рослинами K калійні добрива стають важливим фактором високого врожаю бавовни.
При визначенні доз внесення фосфорних та калійних добрив застосовують спеціальні агрохімічні картограми; при цьому дані туки слід концентрувати на перелічених вище ґрунтах, а на інших ґрунтах (звичайних та південних чорноземах, каштанових та ін.) рекомендується зазвичай обмежуватись рядковим внесенням P2O5 і K2O.

## Строки внесення добрив

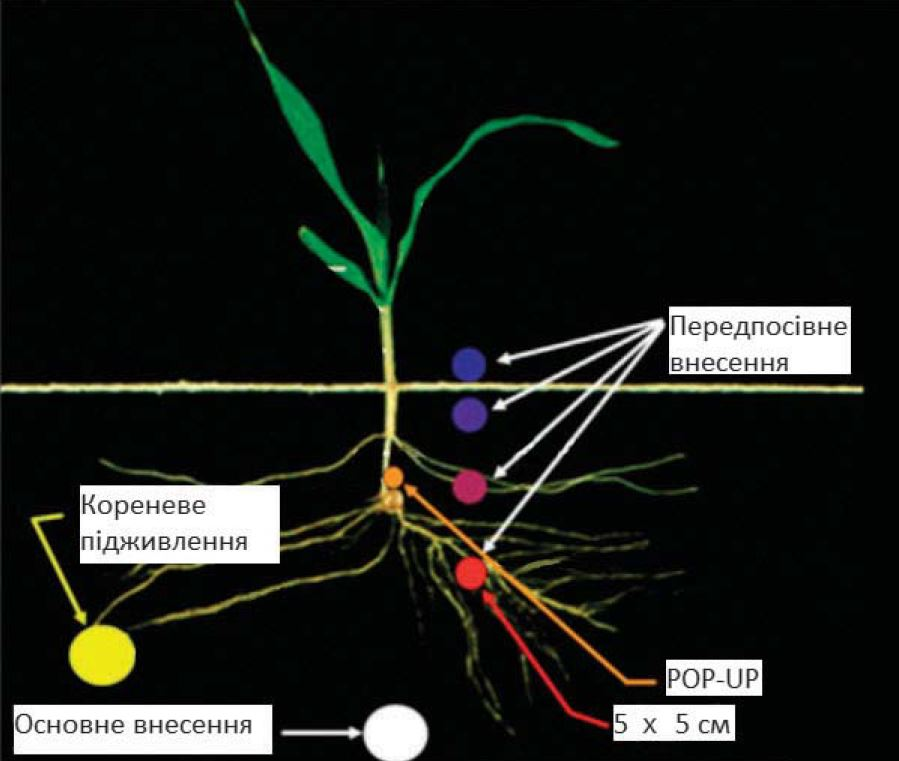
Розташування добрив відносно рослини за різних строків внесення

Річну норму добрив під окремі культури вносять у різні строки і різними способами. Це дозволяє забезпечити найкращі умови для живлення рослин упродовж усього періоду вегетації культури та найвищу окупність добрив врожаєм.
Правильний вибір строків і способів внесення добрив має велике значення в прояві їх ефективності, тобто за правильного використання того чи іншого добрива можна суттєво підвищити врожайність і якість отриманої продукції.
При виборі строків і способів внесення добрив слід враховувати ряд факторів, серед яких характеристики самого добрива, потребу певної культури в елементах живлення і динаміку їх споживання упродовж періоду вегетації, погодно-кліматичні умови, характеристики ґрунту тощо.
Розрізняють три основні строки внесення добрив:

### Основне (допосівне, передпосівне)
Внесення добрив до сівби/садіння сільськогосподарської культури. Мета основного добрива — основна заправка ґрунту для забезпечення рослин елементами живлення упродовж усього періоду вегетації.
Для основного внесення широко використовують органічні добрива, хімічні меліоранти, а також мінеральні добрива.
У основне удобрювання вносять більшу частину (2/3 або 3/4) або повну розраховану норму мінерального добрива, призначеного для внесення під певну культуру.
Основне внесення добрив зазвичай проводять восени під основний обробіток ґрунту або навесні під передпосівний обробіток ґрунту.
В основне удобрювання добрива вносять суцільним або локальним способом.
Окремим випадком основного удобрювання є внесення добрив у запас — одноразове внесення підвищених норм добрив із заданою періодичністю (від 2 і більше років), що дозволяє забезпечити потреби рослин на декілька років наперед. Доцільність такого внесення добрив дискусійна, а його ефективність залежить від цілого ряду умов.

### Припосівне (рядкове)
Внесення добрив під час сівби або садіння сільськогосподарських культур. Мета припосівного добрива — забезпечення рослин легкодоступними формами елементів живлення у початковий період їх росту, що має принципово важливе значення для подальшого розвитку.

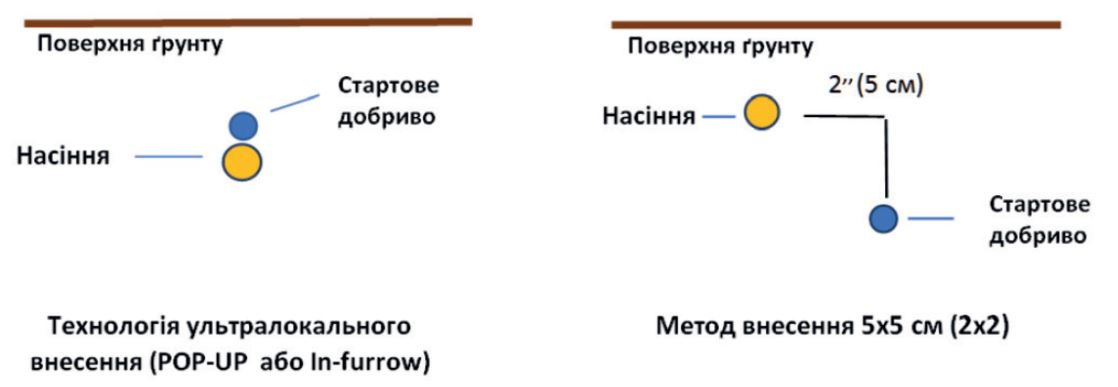
Різновиди припосівного внесення добрив

Є два основні різновиди припосівного внесення добрив:

#### Поп-ап (англ. «pop-up»)
Або рядкове внесення, внесення добрив на насіння, ультралокальне внесення добрив
Мається на увазі внесення добрив під час посіву у безпосередньому контакті/або у безпосередній близькості від насіння. Є окремим випадком технології ін-фуроу, коли мова йде про внесення добрив.
Найкраще для внесення у такий спосіб підходять поп-ап добрива — спеціалізовані добрива для ультралокального внесення (рідкі стартові добрива з низьким сольовим індексом, та мікрогранульовані добрива).

#### Внесення добрив за схемою 5 на 5 см
Або схема «нижче і вбік від насіння». Спосіб розміщення (нижче, нижче і вбік, або вбік) та відстань можуть різнитись, проте, не більше ніж 5 см, оскільки у іншому випадку втрачається стартовий ефект. Відстань менше 1-1,5 см від насіння слід вважати внесенням поп-ап.
Для внесення за схемою 5 на 5 см зазвичай використовують традиційні гранульовані мінеральні добрива та рідкі комплексні добрива.

### Підживлення (післяпосівне)
Внесення добрив після сівби або садіння у період вегетації рослин. Мета підживлення — доповнення основного і припосівного удобрювання для покращення умов живлення рослин у критичні періоди росту і розвитку; коригування дефіциту окремих елементів живлення, підвищення стійкості рослин до різних стресових факторів.
Розрізняють три різновиди підживлення:

#### Прикореневе підживлення
Внесення добрив у гранульованій або рідкій формі на поверхню ґрунту.

#### Кореневе підживлення
Внесення добрив у гранульованій або рідкій формі до ґрунту у зону розташування активної кореневої системи рослин.

#### Позакореневе (листкове) підживлення
Внесення добрив у рідкій формі на листкову поверхню рослин.

## Способи внесення добрив
Спосіб внесення добрив — це позиційне розташування його у ґрунті.
Розрізняють два основні способи внесення добрив:

### Суцільне
Внесення добрива, що забезпечує суцільний рівномірний розподіл його по полю. Для гранульованих добрив здійснюється за допомогою розкидачів добрив або сільськогосподарської авіації. Рідкі добрива суцільним способом вносять за допомогою оприскувачів, сільськогосподарської авіації та шляхом фертигації.

### Локальне
На відміну від суцільного, внесення добрив певними осередками (переважно смугами). Локально добрива вносять до посіву (локально-стрічкове внесення добрив, під час посіву (припосівне добриво) або у кореневе підживлення.
Не слід ототожнювати поняття припосівного і локального внесення.

## Вплив на навколишнє середовище
Система використання добрив у сівозміні — важлива ланка високопродуктивного землеробства. Однак зростаючі обсяги їхнього застосування (особливо при отриманні низьких врожаїв) мають наслідком забруднення навколишнього середовища. Основні його причини: значні втрати добрив на шляху завод — поле; змив добрив з поверхні полів у водойми; вилуговування по профілю ґрунтів ліофільних елементів та надлишкове їх накопичення в орному шарі за рахунок його переудобрювання; неправильна експлуатація тваринницьких комплексів та ін.
Велике значення має розумне визначення доз внесення мінеральних добрив, при якому потрібно враховувати запаси в ґрунті доступних поживних речовин, кількість органічних добрив, що планується внести, та врожай, що планується отримати. В усіх випадках складання системи удобрення ґрунту для всієї сівозміни і неухильне її виконання виявляється більш ефективним та виправданим економічно, ніж орієнтація на удобрення культур одного року. Необхідно уникати також надмірних доз внесення добрив, котрі можуть виявитися не лише нерентабельними, але й призвести до зменшення врожаю сільськогосподарських культур, накопичення в них нітратів та токсичних елементів, а також до зниження якості, зокрема придатності товарної продукції до зберігання (картопля, овочі, фрукти та ін.).

## Статистика
Використання добрив в країнах колишнього СРСР: мінеральних (в перерахунку на 100 % вміст N, P2O5 та K2O) — 27 млн т. (1988), органічних — 961 млн т. (1985).